# Track X Cemetery
Track X Cemetery is een Britse militaire begraafplaats met gesneuvelden uit de Eerste Wereldoorlog, gelegen in het Belgische dorp Sint-Jan, een deelgemeente van Ieper. Ze ligt 3,6 km ten noordoosten van het centrum van Ieper langs de Moortelweg en is vanaf deze weg bereikbaar via een 65 m lang graspad. De begraafplaats werd ontworpen door Wilfred Von Berg en wordt onderhouden door de Commonwealth War Graves Commission. Het terrein heeft een langwerpige vorm en is 720 m² groot. Ze is omheind met een draadafsluiting en heesters. Het Cross of Sacrifice staat direct aan de toegang. 
Er liggen 149 soldaten waarvan 27 niet geïdentificeerd konden worden.

## Geschiedenis
Op 31 juli 1917, de eerste dag van de Derde Slag om Ieper (Slag om Passendale), werd het stukje niemandsland, waar nu deze begraafplaats ligt, veroverd door de 39th Division en 48th (South Midland) Division. Track X Cemetery werd door hen gestart en bleef in gebruik tot november 1917. In mei 1918 werden nog twee graven bijgezet. De Moortelweg, waarlangs deze begraafplaats gelegen is, werd door de Britten tijdens de oorlog Admiral's Road genoemd omdat een kapitein met een gepantserde wagen deze weg op en af reed om zijn manschappen aan te sporen. De voorbije jaren werden tijdens archeologische opgravingen restanten van slachtoffers gevonden die hier werden bijgezet, wat het totaal op 149 doden brengt. Er liggen nu 138 Britten en 5 Canadezen. 
In 2009 werd de begraafplaats als monument beschermd.

## Onderscheiden militairen
- Frederick Dudley Andrews, kapitein bij het Gloucestershire Regiment en Ian Grant Fleming, kapitein bij de Gordon Highlanders werden onderscheiden met het Military Cross (MC).
- H. Parks, compagnie sergeant-majoor bij de Rifle Brigade en Albert Edward Edmonds, korporaal bij de Royal Engineers werden onderscheiden met de Distinguished Conduct Medal (DCM).